# Luz María Zornoza
Luz María Zornoza Roca Rey (* 15. Oktober 1994) ist eine peruanische Badmintonspielerin. 

## Karriere
Luz María Zornoza gewann bei den Juegos Bolivarianos 2013 drei Goldmedaillen. Ebenfalls erfolgreich  war sie bei der Südamerikameisterschaft 2013, den Giraldilla International 2012 und den Colombia International 2011.